# 宛田瑶族乡
宛田瑶族乡是中华人民共和国广西壮族自治区桂林市临桂区下辖的一个民族乡。

## 行政区划
宛田瑶族乡下辖以下村级行政区划单位：
宛田村、瓮洲村、中江村、柳厄村、河北村、小河村、楠木村、庙坪村、东江村、平水村、陶善村、永安村、洞头村、合作村和流峰村。